# Breton (groupe)
Pour les articles homonymes, voir Breton (homonymie).
Breton est un groupe de rock britannique, originaire de Londres, en Angleterre. Son style musical est rageux, urbain et rock, et fait entrer en collision électro et art rock, beats et cordes, chant et slogans. Le groupe signe chez Fat Cat Records en 2011, et sort son premier album, Other People's Problems, en 2012. Breton est aussi un collectif multimédia, qui s’occupe aussi bien de films que de musique.

## Biographie
Le nom du groupe n'a aucun lien avec la Bretagne ou la Grande-Bretagne, mais a été inspiré d’André Breton, surréaliste français du début du XXe siècle.
Roman Rappak et Adam Ainger commencent à jouer ensemble autour de 2007, mais l'ensemble du groupe ne se forme que plusieurs années plus tard, travaillant dans un studio au sud de Londres qu'ils appellent Labs Breton. Le groupe sort trois EP et fait des remixes pour des artistes comme Tricky, The Temper Trap et Local Natives. 
Le groupe signe chez Fat Cat Records en 2011, et sort son premier album, Other People's Problems, au début de l'année suivante. Il est installé dans l'ancien immeuble d'une banque, dans le sud-est de Londres, à quelques minutes de Brixton, où il s'adonne aussi bien à la réalisation de films qu'à la musique,. Il annonce en mai 2013 que, à la suite de la destruction du squat abritant le Lab, il se transfèrera à Berlin. Le 3 février 2014, Breton sort son deuxième album War Room Stories,. Le single Envy est diffusé en télévision dans le générique de fin du Petit Journal sur Canal+.
Leur single Got Well Soon est inclus dans l'épisode 4 du jeu vidéo Life Is Strange, réalisé par Dontnod Entertainment en 2015 ; il sera popularisé grâce à cette apparition.
Le 4 février 2019, Roman Rappak annonce sur la page Facebook du groupe la fin de Breton. Au mois de juin de la même année sort le premier EP de son nouveau projet musical et technologique : Miro shot. 

## Influences
Tout en leur reconnaissant une grande inventivité, la presse musicale cite à leur propos des réminiscences de These New Puritans, Foals, ou encore the Maccabees.

## Discographie

### Albums
- 2010 : Counter Balance (EP ; Hemlock Recordings)
- 2010 : Practical (EP ; Strange Torpedo)
- 2011 : Sharing Notes (EP ; BretonLabs)
- 2012 : Blanket Rule (EEP)
- 2012 : Other People's Problems (Fat Cat)
- 2014 : War Room Stories (Believe Recording)

### Singles
- 2011 : Edward the Confessor (Fat Cat)
- 2012 : 'Interference (Fat Cat)
- 2012 : Jostle (Fat Cat)
- 2013 : Envy